# Duttaphrynus crocus
Duttaphrynus crocus é uma espécie de sapo da família Bufonidae. Ele é endêmico em Myanmar. Seu habitat natural são as florestas úmidas tropicais ou subtropicais das terras baixas, rios e marismas perenes e contínuas. Está ameaçado pela perda de seu habitat.